# ۹۸۰ (میلادی)
۹۸۰ (میلادی) نهصد و هشتادمین سال تقویم میلادی است.

## رویدادها
- تثبیت کشور دانمارک در اروپا.

## زادگان
- ابوعلی سینا

## درگذشتگان
‎